# Értékesíthető egyéni kvóta
Az értékesíthető egyéni kvóta-rendszer (ITQ=Individual Transferable Quota) a szabad hozzáférésű megújuló erőforrások kitermelésénél (így a halászat esetében) alkalmazott szabályozási forma. Az adott erőforrás tudományosan megállapított, adott évben maximálisan kitermelhető mennyiségét (TAC=Total Allowable Catches) felosztják az ezzel foglalkozó bejegyzett vállalkozások között. Az így kapott egyéni kvótákat a vállalkozások értékesíthetik más vállalkozások számára, vagy saját maguk tevékenységére használhatják. Minden vállalkozás annyi kvótát tart meg vagy vásárol magának, amivel a kapacitásait a leghatékonyabban, a legkisebb költséggel tudja kihasználni. A kitermelt árut csak a kvóta mint engedély birtokában lehet értékesíteni. Az ITQ költségtakarékosabb, mint a nem értékesíthető kvóták rendszere, mert nem ösztönöz a minél nagyobb kvóták megszerzése miatt túlméretezett termelőkapacitások létrehozására.